# Mandelcaja

Mandelcaja de "escala-3"

Mandelcaja de "escala-1.5"

En matemáticas, la mandelcaja (nombre original en inglés: mandelbox) es un fractal con forma de caja encontrado por Tom Lowe en 2010. Se define de manera similar al famoso conjunto de Mandelbrot como los valores de un parámetro tal que su valor no escapa a infinito bajo iteración de ciertas transformaciones geométricas. Se define como una aplicación de conjuntos de Julia continuos, pero, a diferencia del conjunto de Mandelbrot, se puede definir en cualquier número de dimensiones. Normalmente se dibuja en tres dimensiones con fines ilustrativos.

## Definición simple
La definición simple de la mandelcaja es, para un vector z, para cada componente en z (que corresponde a una dimensión), si el valor absoluto del componente es mayor que 1, restarlo de 2 o -2, dependiendo de la z.

## Generación
La iteración se aplica al vector z de la siguiente manera:
```
function
 iterate(
z
):
    
for each
 component 
in
 
z
:
        
if
 component > 1:
            component := 2 - component
        
else if
 component < -1:
            component := -2 - component

    
if
 magnitude of 
z
 < 0.5:
        
z
 := 
z
 * 4
    
else if
 magnitude of 
z
 < 1:
        
z
 := 
z
 / (magnitude of 
z
)^2
   
    
z
 := 
scale
 * 
z
 + 
c
```

Aquí, c es la constante que se está probando y scale es un número real.

## Propiedades
Una propiedad notable del conjunto mandelcaja, particularmente para la escala -1.5, es que contiene aproximaciones de muchos fractales bien conocidos dentro de ella.
Para {\displaystyle 1<|{\text{scale}}|<2}, mandelcaja contiene un núcleo sólido. En consecuencia, su dimensión fractal es 3, o n cuando se generaliza a n dimensiones.
Para {\displaystyle {\text{scale}}<-1}, los lados de mandelcaja tienen una longitud de 4 y para {\displaystyle 1<{\text{scale}}\leq 4{\sqrt {n}}+1} tienen una longitud de {\displaystyle 4\cdot {\frac {{\text{scale}}+1}{{\text{scale}}-1}}}.